# هارونغا (أسطورة)
هارونغا (بالإنجليزية: Haronga)‏ إله بولينيزي ووالد الشمس والقمر وأتارابا Atarapa (فالقات النهار).